# 孔续
孔續（?—?），字胤脩，祖籍曲阜（今山東曲阜），孔子四十代孫，五代后梁大臣。 
生卒年不詳。祖孔戣，官给事中。孔溫裕之子。堂兄孔纁為咸通十四年（873年）狀元，孔緯為大中十三年（859年）狀元，孔緘为唐僖宗乾符三年（876年）丙申科狀元。孔續在后梁担任翰林学士、尚书侍郎，乾化元年（911年）三月丙申，梁太祖朱温在甘水亭召宰臣、翰林学士、尚书侍郎孔续已下八人扈从，宴乐甚欢。乾化二年（912年）五月初五，朱温从自汜水出发，宣令邵赞、段明远各归所理。中午在任村屯休息，晚上到达孝义宫。留都文武礼部尚书孔续之下在道左迎拜。。